# James Renwick Jr
James Renwick Jr (New York, 11 novembre 1818 – New York, 23 giugno 1895) è stato un architetto statunitense.
Renwick viene considerato un architetto innovativo per il modo in cui si serviva del ferro e la terracotta, nonché per i miglioramenti tecnici che contribuì ad apportare nell'ambito dell'architettura americana. Il suo edificio più noto è la cattedrale di San Patrizio di New York, città ove progettò anche la Grace Church e la chiesa di San Bartolomeo.

## Biografia

### Formazione

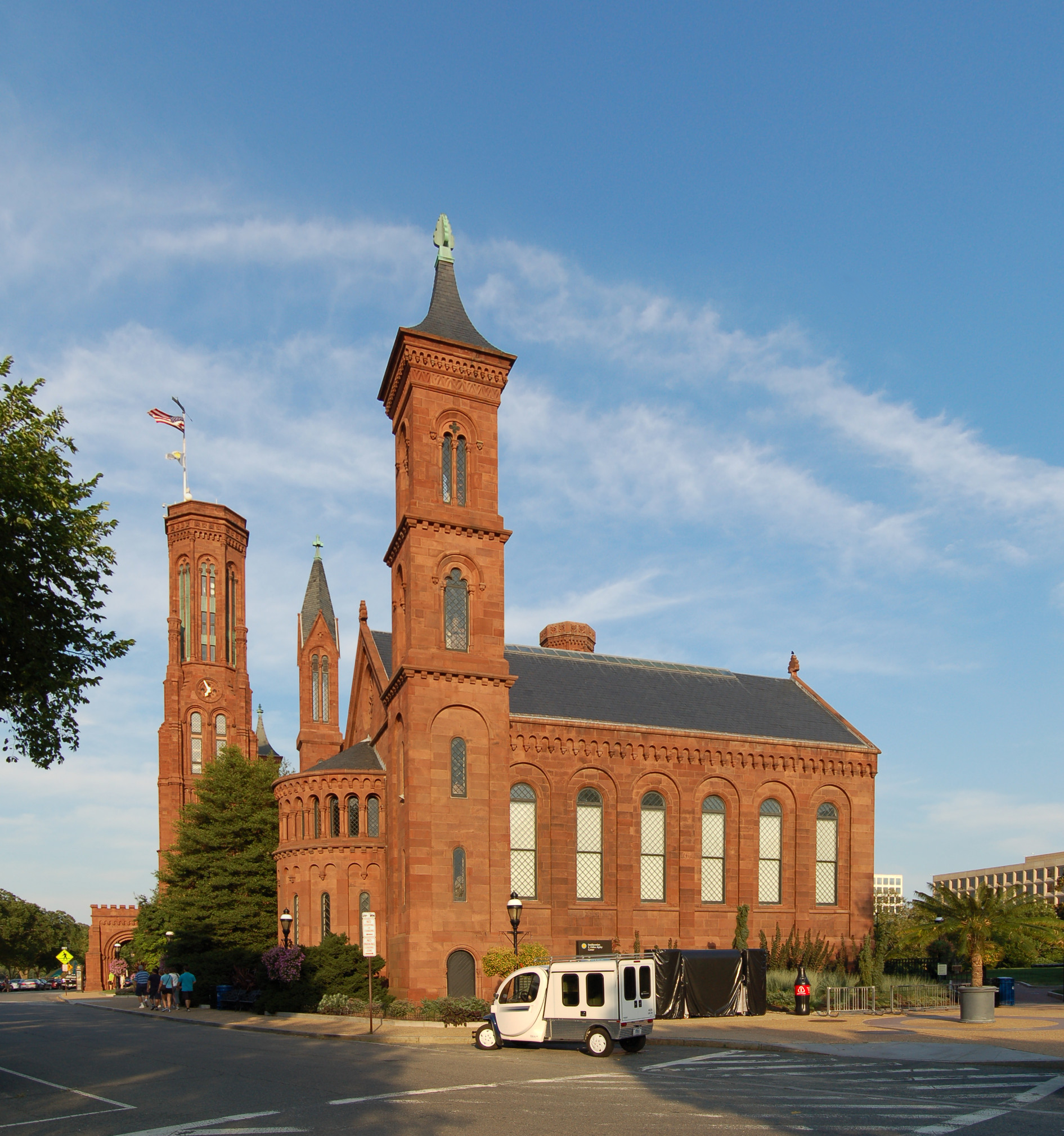
Lo Smithsonian Building a Washington

Renwick nacque da genitori ricchi e istruiti. Sua madre Margaret Brevoort proveniva da un'influente e facoltosa famiglia di avvocati, mentre il padre James Renwick era un ingegnere, architetto e professore di filosofia naturale presso il Columbia College. I fratelli di James Renwick Jr erano anch'essi ingegneri.
Renwick Jr non ricevette una formazione accademica in ambito architettonico. La sua vasta cultura in ambito strutturale erano in buona parte frutto di una serie di viaggi che egli fece in giovane età, così come le conoscenze ingegneristiche trasmessigli dal padre. All'età di dodici anni si iscrisse al Columbia College, ove si laureò nel 1836 e conseguì un master tre anni dopo. Più tardi ricoprì la carica di ingegnere strutturale presso la Erie Railroad e lavorò come supervisore al Croton Reservoir. In quest'ultima circostanza, ebbe modo di diventare assistente ingegnere presso il Croton Aqueduct di New York.

### Carriera

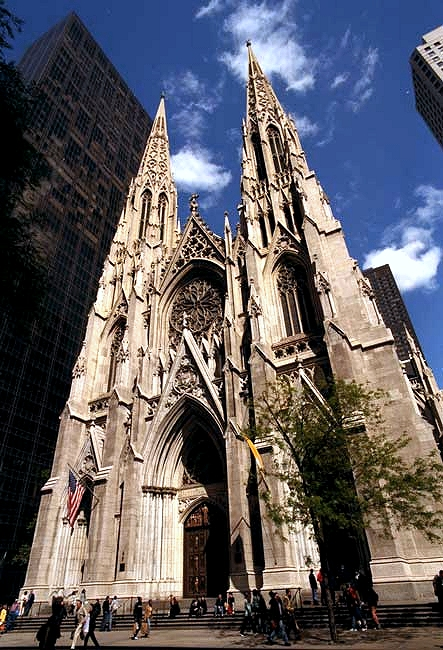
La cattedrale di San Patrizio a New York

Renwick ricevette la sua prima importante commissione all'età di venticinque anni, nel 1843, quando vinse il concorso per progettare la Grace Church, una chiesa episcopale a New York in stile neogotico e ispirata all'archittura inglese.
Nel 1846 Renwick vinse anche un concorso per progettare lo Smithsonian Institution Building di Washington, che venne edificato fra il 1847 e il 1855. Il complesso venne progettato in stile neo-romanico su richiesta dello Smithsonian Board of Regents, presenta molte torri che lo fanno somigliare a una fortificazione (da cui il soprannome di the Castle, ovvero "il castello"), ed è composto in arenaria rossa ricavata dalla Seneca Quarry. Lo Smithsonian Institution Building viene considerato un importante esempio di architettura neogotica statunitense.
Nel 1849 Renwick progettò il Free Academy Building (l'odierno City College di New York), uno dei primi edifici universitari neogotici dell'intera East coast.
Nel 1853, Renwick iniziò a lavorare alla cattedrale di San Patrizio, il suo edificio più noto e apprezzato. La costruzione della chiesa, che fonde ambiziosamente lo stile neogotico a influenze tedesche, francese e inglesi, si protrasse fra il 1858 e il mese di maggio del 1879.
Suoi sono anche la Corcoran Gallery of Art (1859-1871) di Washington, una costruzione in stile Secondo Impero; gli edifici del campus del Vassar College a Poughkeepsie (1861-1865), che comprendono il Main Building (1860); la chiesa di San Bartolomeo di New York (1871-1872), oggi non più esistente; la All Saints' Roman Catholic Church di Harlem (1882-1893), una chiesa in stile neogotico vittoriano; l'Ascension Memorial Church di Ipswich; e molte residenze commissionategli da ricchi uomini, come quella di Peter Aims-Aimes (la "Martinstow") di West Haven.
Renwick progettò anche la prima sala capitolare della St. Anthony Hall (anche conosciuta come Delta Psi): una società segreta universitaria nata nel 1847 all'interno del Columbia College. Un giornale descrisse l'edificio un "perfetto bijou decorativo di buon gusto". Secondo quanto riporta invece Christopher Gray in un articolo del New York Times del 1900 in cui viene descritta la struttura, "vecchie fotografie mostrano un'alta composizione con la figura di un gufo sul tetto appuntito e una targa con le lettere greche 'Delta Psi' sopra la sala capitolare senza finestre. Nel 1879, il New York Tribune lo definì 'Rinascimento francese', ma le colonne rocciose e i dettagli a blocchi suggeriscono che si trattasse in realtà di architettura neogreca, che stava allora decadendo." Nel 1899, la confraternita si trasferì in una nuova sala capitolare presso Riverside Drive, e per alcuni anni l'edificio originale funse da locale destinato ai membri del gruppo laureati.
James Renwick progettò anche alcune banche; ospedali di carità e destinati agli ammalati di vaiolo sull'isola Roosevelt; l'edificio principale del Children's Hospital di Randall's Island; i manicomi di Ward Island, e la facciata della Borsa di New York. Renwick fu anche architetto supervisore della Charities and Corrections Commission. 
Renwick fu anche il progettista del campanile della cattedrale di Sant'Agostino, a St. Augustine, commissionatogli da Henry Flagler, co-fondatore della Standard Oil che all'epoca stava costruendo degli hotel di lusso nell'area storica della città.

### Ultimi anni

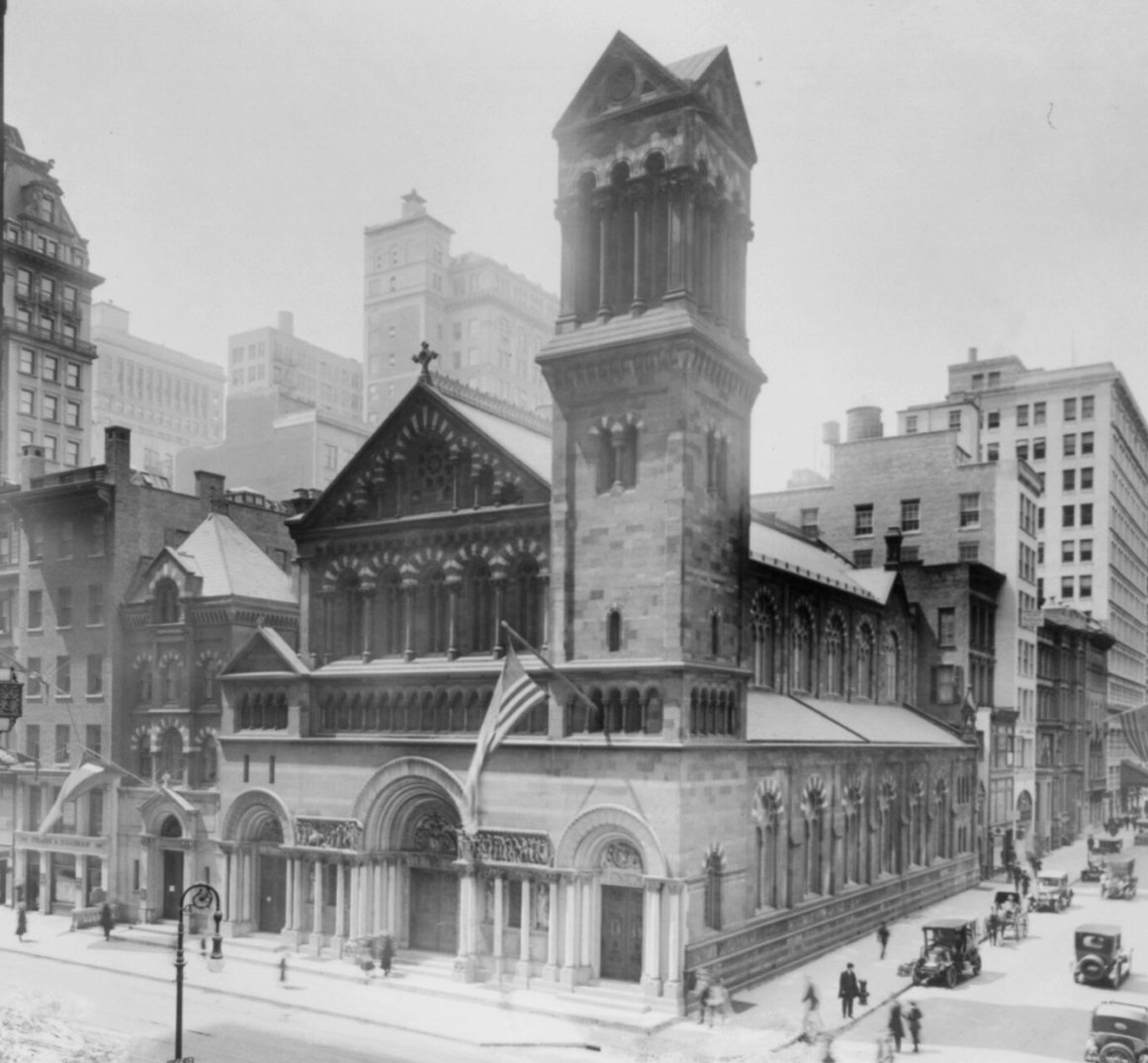
La chiesa di San Bartolomeo a New York (ca. 1918)

All'epoca, Renwick e sua moglie Anna Aspinwall possedevano delle proprietà nell'area del faro di St. Augustine, ad Anastasia Island. Nella primavera del 1890, Renwick ascoltò un discorso di Franklin W. Smith durante il quale questi chiedeva supporto per realizzare un libro dedicato ai progetti finalizzati alla creazione di un ipotetico prospetto di una galleria di storia di arte. Successivamente, Renwick e Smith decisero di collaborare al progetto assieme ai membri della Renwick, Aspinwall & Russell.
Renwick morì nel 1895 e fu sepolto nel cimitero di Green-Wood, a Brooklyn, assieme alla moglie e il padre.